# Wereldkampioenschap halve marathon 2001
Het wereldkampioenschap halve marathon 2001 vond plaats op 7 oktober 2001. Het was de tiende keer dat de IAAF een wedstrijd organiseerde met als inzet de wereldtitel op de halve marathon. De wedstrijd vond plaats in de Britse stad Bristol.
In totaal namen 200 atleten (waarvan 125 mannen en 75 vrouwen) uit 52 landen deel. Voor zowel de mannen als de vrouwen werd naast een individueel klassement ook een teamklassement samengesteld. De klassering van een land werd berekend aan de hand van de totaaltijd van de drie snelste lopers van dit land.

## Uitslagen

### Mannen

#### Individueel
| rang | deelnemer                   | tijd         |
| ---- | --------------------------- | ------------ |
| 1    | ETH Haile Gebrselassie      | 1:00.03 (PB) |
| 2    | ETH Tesfaye Jifar           | 1:00.04 (PB) |
| 3    | TAN John Yuda Msuri         | 1:00.12 (PB) |
| 4    | RSA Hendrick Ramaala        | 1:00.15      |
| 5    | ETH Tesfaye Tola            | 1:00.24 (PB) |
| 6    | KEN Evans Rutto             | 1:00.43      |
| 7    | KEN Peter Kiplagat Chebet   | 1:00.56 (PB) |
| 8    | KEN Christopher Cheboiboch  | 1:01.14      |
| 9    | MAR Jaouad Gharib           | 1:01.41      |
| 10   | MAR Khalid Skah             | 1:01.41      |
| 11   | MAR Salah Hissou            | 1:01.56 (PB) |
| 12   | TAN Phaustin Baha Sulle     | 1:02.15      |
| 13   | KEN John Gwako              | 1:02.15 (PB) |
| 14   | RSA Abner Chipu             | 1:02.18      |
| 15   | ITA Mostafa Errebbah        | 1:02.19 (PB) |
| 16   | KEN Haron Toroitich         | 1:02.27      |
| 17   | JPN Takeshi Hamano          | 1:02.28 (PB) |
| 18   | MAR Abdelhadi Habassa       | 1:02.30 (PB) |
| 19   | ALG Rachid Ziar             | 1:02.32      |
| 20   | BOT Tiyapo Maso             | 1:02.33      |
| 21   | GBR Matthew O'Dowd          | 1:02.40      |
| 22   | TAN Benedict Ako            | 1:02.41      |
| 23   | POR Eduardo Henriques       | 1:02.44      |
| 24   | JPN Kazuo Ietani            | 1:02.46      |
| 25   | MAR Lahoussine Mrikik       | 1:02.54      |
| 26   | TAN Zebedayo Bayo Amnaay    | 1:02.55      |
| 27   | RSA George Mofokeng         | 1:02.57      |
| 28   | FIN Janne Holmén            | 1:03.01 (PB) |
| 29   | SVK Róbert Štefko           | 1:03.03      |
| 30   | ZIM Abel Chimukoko          | 1:03.04 (PB) |
| 31   | ALG Noureddine Betim        | 1:03.05 (PB) |
| 32   | POR Paulo Guerra            | 1:03.06      |
| 33   | USA Scott Larson            | 1:03.08 (PB) |
| 34   | ITA Daniele Caimmi          | 1:03.16      |
| 35   | UGA Francis Yiga            | 1:03.23 (PB) |
| 36   | UGA Paul Wakou              | 1:03.27 (PB) |
| 37   | JPN Takashi Ota             | 1:03.28      |
| 38   | ESP Carlos Adán José        | 1:03.33 (PB) |
| 39   | FRA Jean-François Bertron   | 1:03.34      |
| 40   | JPN Yuki Mori               | 1:03.36      |
| 41   | RSA Norman Dlomo            | 1:03.38      |
| 42   | FRA Abdelghani Lahlali      | 1:03.39      |
| 43   | ESP Ignacio Cáceres         | 1:03.42 (PB) |
| 44   | MEX Fidencio Torres         | 1:03.48 (PB) |
| 45   | BOT Gabalebe Moloko         | 1:03.55      |
| 46   | ARG Fabián Silio Antonio    | 1:03.56 (PB) |
| 47   | ZAM Venry Hamalila          | 1:03.56 (PB) |
| 48   | ZAM Medson Chibwe           | 1:03.57 (PB) |
| 49   | ALG Saïd Belhout            | 1:03.58 (PB) |
| 50   | ITA Ottaviano Andriani      | 1:04.00      |
| 51   | GBR Nicholas Jones          | 1:04.00      |
| 52   | CUB Aguelmis Rojas          | 1:04.13      |
| 53   | JPN Takayuki Matsumiya      | 1:04.16      |
| 54   | BOT Kabo Gabaseme           | 1:04.20      |
| 55   | FRA Augusto Gomes           | 1:04.21      |
| 56   | POR Domingos Castro         | 1:04.22      |
| 57   | GBR Dan Robinson            | 1:04.23 (PB) |
| 58   | USA Jeffrey Campbell        | 1:04.24 (PB) |
| 59   | ALG Abdelhak Lebouazda      | 1:04.25      |
| 60   | BEL Christian Nemeth        | 1:04.26      |
| 61   | BRA Luíz Antônio dos Santos | 1:04.26 (PB) |
| 62   | ETH Dereje Kebede           | 1:04.30 (PB) |
| 63   | BEL Ronny Ligneel           | 1:04.30 (PB) |
| 64   | BLR Zaryslau Hapeyenka      | 1:04.31 (PB) |
| 65   | CZE Pavel Faschingbauer     | 1:04.37      |
| 66   | BRA Jesús Teixeira Manoel   | 1:04.42 (PB) |
| 67   | BRA Telles de Souza José    | 1:04.48 (PB) |
| 68   | USA Daniel Browne           | 1:04.56      |
| 69   | RSA Simon Mpholo            | 1:05.13      |
| 70   | ISR Wodage Zvadya           | 1:05.16      |
| 71   | MEX Socorro de Jesús José   | 1:05.18      |
| 72   | ESP Alejandro Gómez         | 1:05.23      |
| 73   | BEL Frederic Collignon      | 1:05.27      |
| 74   | FRA David Ramard            | 1:05.30      |
| 75   | GBR Kassa Taddesse          | 1:05.39      |
| 76   | UGA Joseph Nsubuga          | 1:05.41      |
| 77   | BLR Andrej Hardzejew        | 1:05.47      |
| 78   | ITA Migidio Bourifa         | 1:05.48      |
| 79   | CMR Adamou Aboubakar        | 1:05.49      |
| 80   | GBR Andrew Morgan-Lee       | 1:05.51      |
| 81   | SWZ Siphesihle Mdluli       | 1:05.59      |
| 82   | BLR Takhir Mamashayev       | 1:06.10      |
| 83   | CHI Carlos Jaramillo        | 1:06.22 (PB) |
| 84   | MEX Procopio Franco         | 1:06.33      |
| 85   | ZAM Vincent Hatuleke        | 1:06.33 (PB) |
| 86   | ANG Amaro Lourenço José     | 1:06.56 (PB) |
| 87   | CAF Ernest Ndjissipou       | 1:06.56 (PB) |
| 88   | ARG Alberto Montenegro José | 1:07.03      |
| 89   | CHI Leonidas Rivadeneira    | 1:07.16      |
| 90   | ANG Valentim Naúle          | 1:07.17      |
| 91   | KGZ Arkadi Tolstyh          | 1:07.18      |
| 92   | ITA Giovanni Gualdi         | 1:07.22      |
| 93   | SEY Simon Labiche Antoine   | 1:07.24 (PB) |
| 94   | FRA Ali Ouadih Moulay       | 1:07.32      |
| 95   | UZB Vasiliy Medvedev        | 1:07.57      |
| 96   | USA Clinton Verran          | 1:08.04      |
| 97   | KAZ Yevgeniy Medvednikov    | 1:08.10      |
| 98   | CHI Christian Rogel         | 1:08.12      |
| 99   | BER Kavin Smith             | 1:08.17 (PB) |
| 100  | NEP Khimu Giri              | 1:09.09 (PB) |
| 101  | LES Tau Khotso              | 1:09.10 (PB) |
| 102  | MRI Eric Vamben             | 1:09.24 (PB) |
| 103  | BRA Lopes Ferreira Daniel   | 1:09.25      |
| 104  | ANG Carlos Cangengele       | 1:09.55      |
| 105  | UZB Khasanboy Rakhimov      | 1:10.07      |
| 106  | KGZ Denis Bagrev            | 1:10.12      |
| 107  | CMR Mathieu Kouanotso       | 1:10.43      |
| 108  | MRI Judex Durhonne          | 1:11.04      |
| 109  | ZAM Joseph Simuchimba       | 1:11.39      |
| 110  | TKM Dovran Amandjayev       | 1:13.42      |
| 111  | AZE Sergey Anokhin          | 1:14.19      |
| 112  | UZB Aazam Aliyev            | 1:15.32      |
| 113  | AZE Jamil Isgandarov        | 1:15.51      |
| 114  | TKM Kemal Tuvaklyyev        | 1:16.19      |
| 115  | TKM Dovletgeldi Hangeldiyev | 1:17.37      |
| 116  | MAC Pan Kun Sio             | 1:18.31      |
| 117  | MDV Abdulla Moosa           | 1:25.45 (PB) |
|      | MEX David Galván José       | DNF          |
|      | MEX Germán Silva            | DNF          |
|      | USA Michael Donnelly        | DNF          |
|      | BEL Guy Fays                | DNF          |
|      | CMR Roland Inack            | DNF          |
|      | ALG Mustapha Bennacer       | DNF          |
|      | ETH Alemayehu Girma         | DNF          |
|      | SWE Alfred Shemweta         | DNF          |
|      | POR António Pinto           | DNS          |
|      | GUI Alpha Barry Mamadou     | DNS          |
|      | GUI Souleymane Camara       | DNS          |
|      | GUI Layedjan Diaby          | DNS          |
|      | GUI Rahim Diallo Abdou      | DNS          |
|      | GUI Ibrahim Diallo          | DNS          |
|      | YEM Ahmed Al-Azzi           | DNS          |
|      | YEM Mohammed Al-Khawlani    | DNS          |
|      | YEM Fuad Obad               | DNS          |

#### Team
| rang | team        | deelnemers                                                              |
| ---- | ----------- | ----------------------------------------------------------------------- |
| 1    | Ethiopië    | Haile Gebrselassie (1e) Tesfaye Jifar (2e) Tesfaye Tola (5e)            |
| 2    | Kenia       | Evans Rutto (6e) Peter Kiplagat Chebet (7e) Christopher Cheboiboch (8e) |
| 3    | Tanzania    | John Yuda Msuri (3e) Phaustin Baha Sulle (12e) Benedict Ako (22e)       |
| 4    | Marokko     | Jaouad Gharib (9e) Khalid Skah (10e) Salah Hissou (11e)                 |
| 5    | Zuid-Afrika | Hendrick Ramaala (4e) Abner Chipu (14e) George Mofokeng (27e)           |

### Vrouwen

#### Individueel
| rang | deelnemer                     | tijd         |
| ---- | ----------------------------- | ------------ |
| 1    | GBR Paula Radcliffe           | 1:06.47 (CR) |
| 2    | KEN Susan Chepkemei           | 1:07.36 (PB) |
| 3    | ETH Berhane Adere             | 1:08.17 (PB) |
| 4    | JPN Mizuki Noguchi            | 1:08.23 (PB) |
| 5    | LAT Jeļena Prokopčuka         | 1:08.43 (PB) |
| 6    | RSA Elana Meyer               | 1:08.56 (PB) |
| 7    | SCG Olivera Jevtić            | 1:09.51 (PB) |
| 8    | KEN Isabella Ochichi          | 1:10.01      |
| 9    | JPN Yasuyo Iwamoto            | 1:10.06 (PB) |
| 10   | ROU Mihaela Botezan           | 1:10.11      |
| 11   | ROU Nuţa Olaru                | 1:10.27      |
| 12   | KEN Caroline Kwambai          | 1:10.27      |
| 13   | RUS Lyudmila Biktasheva       | 1:10.31 (PB) |
| 14   | ROU Aurica Buia               | 1:10.40 (PB) |
| 15   | TAN Restituta Joseph          | 1:10.43      |
| 16   | RUS Viktoriya Klimina         | 1:10.46      |
| 17   | ETH Meseret Kotu              | 1:10.48 (PB) |
| 18   | KEN Joyce Chepchumba          | 1:11.03      |
| 19   | RUS Ljoebov Morgoenova        | 1:11.06      |
| 20   | ETH Teyeba Erkesso            | 1:11.15 (PB) |
| 21   | KEN Magdaline Chemjor         | 1:11.26      |
| 22   | ROU Iulia Olteanu             | 1:11.28      |
| 23   | GBR Liz Yelling               | 1:11.29 (PB) |
| 24   | USA Milena Glusac             | 1:11.34 (PB) |
| 25   | JPN Takako Kotorida           | 1:11.39      |
| 26   | HUN Beáta Rakonczai           | 1:12.08 (PB) |
| 27   | HUN Simona Staicu             | 1:12.11 (PB) |
| 28   | ITA Silvia Sommaggio          | 1:12.14 (PB) |
| 29   | RUS Irina Safarova            | 1:12.17      |
| 30   | BRA Zeferina Baldaia Maria    | 1:12.45 (PB) |
| 31   | GBR Annie Emmerson            | 1:13.00 (PB) |
| 32   | ROU Constantina Tomescu       | 1:13.08      |
| 33   | ESP Luisa Muñoz María         | 1:13.12      |
| 34   | HUN Erika Csomor              | 1:13.58      |
| 35   | ITA Gloria Marconi            | 1:13.59      |
| 36   | USA Sylvia Mosqueda           | 1:14.04      |
| 37   | HUN Anikó Kálovics            | 1:14.04 (PB) |
| 38   | TAN Taussi Juma               | 1:14.05      |
| 39   | BRA Marizete Gomes            | 1:14.13 (PB) |
| 40   | JPN Hiromi Watanabe           | 1:14.22      |
| 41   | DEN Annemette Jensen          | 1:14.24      |
| 42   | BEL Sandra van den Haesevelde | 1:14.33      |
| 43   | USA Susannah Beck             | 1:14.40      |
| 44   | BRA Dione D'Agostini-Chillemi | 1:14.47 (PB) |
| 45   | BEL Catherine Lallemand       | 1:15.03 (PB) |
| 46   | RSA Charné Rademeyer          | 1:15.06 (PB) |
| 47   | USA Monica Hostetler          | 1:15.21      |
| 48   | ISR Nili Avramski             | 1:15.30 (PB) |
| 49   | ITA Patrizia Tisi             | 1:16.12      |
| 50   | CZE Petra Drajzajtlová        | 1:16.18      |
| 51   | CUB Mariela González          | 1:16.24 (PB) |
| 52   | USA Alison Holinka            | 1:16.36      |
| 53   | ESP Luisa Larraga María       | 1:16.44      |
| 54   | BLR Ala Zadarozhnaya          | 1:16.48      |
| 55   | TAN Margareth Iro             | 1:17.02      |
| 56   | RSA Poppy Mlambo              | 1:17.12 (PB) |
| 57   | BEL Ann Parmentier            | 1:17.13      |
| 58   | BRA Regina dos Santos Célia   | 1:17.17 (PB) |
| 59   | RSA Ronel Thomas              | 1:17.50 (PB) |
| 60   | ITA Florinda Andreucci        | 1:17.56      |
| 61   | RSA Carlien Cornelissen       | 1:18.29 (PB) |
| 62   | BRA Lidia Karwowski           | 1:18.31 (PB) |
| 63   | BLR Natallia Kvachuk          | 1:18.57      |
| 64   | PUR Lourdes Cruz              | 1:19.41 (PB) |
| 65   | BLR Natallia Bendzik          | 1:22.00      |
| 66   | UZB Yuliya Arfipova           | 1:22.26      |
| 67   | UZB Irina Matrosova           | 1:22.39      |
| 68   | KAZ Yekaterina Shatnaya       | 1:23.46      |
| 69   | ANG Alda Maurício             | 1:26.58 (PB) |
| 70   | TKM Dildar Mammedova          | 1:31.46      |
| 71   | UZB Ekaterina Dirova          | 1:33.57      |
|      | MAR Asmae Leghzaoui           | DNF          |
|      | RUS Galina Aleksandrova       | DNF          |
|      | GBR Elizabeth Allott          | DNF          |
|      | GBR Birhan Dagne              | DNF          |

#### Team
| rang | team                                    | deelnemers                                                        |
| ---- | --------------------------------------- | ----------------------------------------------------------------- |
| 1    | Kenia                                   | Susan Chepkemei (2e) Isabella Ochichi (8e) Caroline Kwambai (12e) |
| 2    | Japan                                   | Mizuki Noguchi (4e) Yasuyo Iwamoto (9e) Takako Kotorida (25e)     |
| 3    | Ethiopië                                | Berhane Adere (3e) Meseret Kotu (17e) Teyeba Erkesso (20e)        |
| 4    | Verenigd Koninkrijk (met Noord-Ierland) | Paula Radcliffe (1e) Liz Yelling (23e) Annie Emmerson (31e)       |
| 5    | Roemenië                                | Mihaela Botezan (10e) Nuţa Olaru (11e) Aurica Buia (14e)          |

## Afkortingen
- PB = Persoonlijk record
- CR = Kampioenschapsrecord

1992 · 
1993 · 
1994 · 
1995 · 
1996 · 
1997 · 
1998 · 
1999 · 
2000 · 
2001 · 
2002 · 
2003 · 
2004 · 
2005 · 
2006 · 
2007 · 
2008 · 
2009 · 
2010 ·
2012 ·
2014 ·
2016 ·
2018